# Robin Givens
Robin Simone Givens (New York, 27 novembre 1964) è un'attrice statunitense.

## Carriera
Inizia la propria carriera di attrice apparendo nel 1985 in un episodio della celebre serie televisiva I Robinson. Al cinema è ricordata soprattutto per il film Il principe delle donne, dove interpreta la protagonista femminile al fianco di Eddie Murphy, inoltre ha avuto ruoli primari in film come Rabbia ad Harlem, Un eroe fatto in casa e Head of State. Sul piccolo schermo invece è ricordata per aver preso parte con ruoli da co-protagonista o ricorrenti in serie televisive come Segni particolari: genio, Sparks, The Fix, Chuck e Riverdale.

## Vita privata
Si è sposata 3 volte, la prima volta con il famoso pugile Mike Tyson (dal 1988 al 1989), la seconda con Svetozar Marinković (dal 1997 al 1998) e infine con il tennista Murphy Jensen (dal 1999 al 2002).

## Filmografia parziale

### Cinema
- The Wiz, regia di Sidney Lumet (1978)
- Rabbia ad Harlem (A Rage in Harlem), regia di Bill Duke (1991)
- Il principe delle donne (Boomerang), regia di Reginald Hudlin (1992)
- Foreign Student, regia di Eva Sereny (1994)
- Un eroe fatto in casa (Blankman), regia di Mike Binder (1994)
- In fuga dal nemico (Dangerous Intentions), regia di Michael Toshiyuki Uno (1995)
- Head of State, regia di Chris Rock (2003)
- The Family That Preys, regia di Tyler Perry (2008)
- God's Not Dead 2, regia di Harold Cronk (2016)
- God Bless the Broken Road, regia di Harold Cronk (2018)
- La via (Gully), regia di Nabil Elderkin (2019)
- Omicidio a Los Angeles (Last Looks), regia di Tim Kirkby (2021)
- Kimi - Qualcuno in ascolto (Kimi), regia di Steven Soderbergh (2022)

### Televisione
- I Robinson (The Cosby Show) – serie TV, episodio 2x05 (1985)
- Sentieri (Guiding Light) – serial TV, 1 episodio (1985)
- Il mio amico Arnold (Diff'rent Strokes) – serie TV, episodio 8x16 (1986)
- Philip Marlowe, detective privato (Philip Marlowe, Private Eye) – serie TV, 1 episodio (1986)
- Segni particolari: genio (Head of the Class) – serie TV, 114 episodi (1986-1991)
- Soul Train – show TV, 1 episodio (1986)
- Angel Street – serie TV, 8 episodi (1992)
- Willy, il principe di Bel-Air (The Fresh Prince of Bel-Air) – serie TV, episodio 5x23 (1995)
- Courthouse – serie TV, 11 episodi (1995)
- Sparks – serie TV, 40 episodi (1996-1998)
- Tyler Perry's House of Payne – serie TV, 6 episodi (2008)
- Tutti odiano Chris (Everybody Hates Chris) – serie TV, episodio 4x06 (2008)
- Chuck – serie TV, episodi 4x16-4x18-4x19 (2011)
- 90210 – serie TV, episodi 5x19-5x21-5x22 (2013)
- Lucifer – serie TV, episodio 2x03 (2016)
- C'era una volta (Once Upon a Time) – serie TV, episodi 7x05-7x12 (2017-2018)
- Saints & Sinners – serie TV, 5 episodi (2018)
- Beautiful (The Bold and the Beautiful) – soap opera, 15 puntate (2018)
- Riverdale – serie TV, 29 episodi (2017-2019, 2021)
- The Fix – serie TV, 7 episodi (2019)
- Ambitions – serie TV, 18 episodi (2019)
- Batwoman – serie TV, 11 episodi (2021-2022)
- Queens - Regine dell'hip hop (Queens) – serie TV, 1 episodio (2022)
- Che Todd ci aiuti (So Help Me Todd) – serie TV, 1 episodio (2024)

## Doppiatrici italiane
Nelle versioni in italiano dei suoi lavori, Robin Givens è stata doppiata da:
- Laura Boccanera in Segni particolari: genio (st. 1-2)
- Paila Pavese in Rabbia ad Harlem
- Isabella Pasanisi in Un eroe fatto in casa
- Gabriella Borri in Head of State
- Aurora Cancian in 90210
- Sabrina Duranti in Twisted
- Barbara Berengo Gardin in God's Not Dead 2
- Barbara Castracane in C'era una volta
- Emanuela Baroni in Riverdale